# Mindless Behavior
I Mindless Behavior sono un gruppo musicale statunitense attivo dal 2008 e formatosi a Los Angeles.

## Storia del gruppo
Il gruppo si è formato a Los Angeles nel 2008 ed è composto da diversi ragazzi. Si tratta infatti di una boy band i cui componenti fissi sono Keisha Gamble, Walter Millsap (già collaboratore di Beyoncé e Timbaland) e Vincent Herbert (al lavoro con Lady Gaga e Toni Braxton). Il gruppo, nei due anni successivi alla formazione, ha intrapreso lo studio di danza e canto.
L'album d'esordio #1 Girl è stato pubblicato nel settembre 2011 e ha raggiunto la posizione numero 7 della Billboard 200.
Nel tour seguente la boy band ha calcato i palchi condividendo gli spettacoli con Jason Derulo, Backstreet Boys e altri artisti.
Nel periodo 2013-2014 vi è un avvicendamento in uno dei componenti.
Nel marzo 2013 viene pubblicato il secondo album All Around the World.

## Formazione
- Princeton (Jacob Emmanuel Perez) Nato a Los Angeles il 21 aprile 1996. Di origini messicane e afroamericane. I suoi artisti preferiti sono David Bowie e Prince.
- Ray Ray ( Rayan DeQuan Lopez) nato il 6 gennaio 1996 originario di Los Angeles. Egli ha origini indiane creole e beliziane. Ray Ray è un cantante, rapper, un freestyler ed è un eccellente ballerino. Il suo artista cult è Otis Redding ed è un fan di Kanye West. Ha una reale passione per la danza tant'è che frequenta corsi fin da quando era bambino.
- Roc Royal ( Chresanto Lorenzo Romelo August) nato il 23 luglio 1997, è originario di Los Angeles. Egli è afroamericano. Inoltre è un cantante, rapper e ballerino.
- EJ (Elijah johnson) nato il 24 giugno 1997 a Michigan. Ha partecipato al "Re Leone" nel ruolo di Simba. Il 4 aprile 2014, i Mindless Behavior annunciano che si è aggiunto al gruppo. Le sue influenze sono Michael Jackson e Chris Brown.

Ex membri.
- Prodigy (Craig Thomas Crippen)  nato il 26 dicembre 1996, originario di Filadelfia, in Pennsylvania, era il leader del gruppo. Ha lasciato il gruppo a causa di motivi personali.

## Discografia
Album studio
- 2011 - #1 Girl
- 2013 - All Around the World